# Girls Against Boys

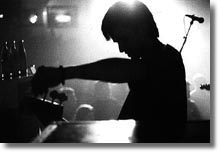
Johnny Temple, 1993

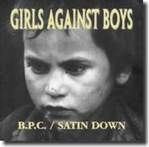
Okładka singla B.P.C/Satin Down, 1994

Girls Against Boys – amerykański zespół noisowo/postpunkowy założony w roku 1988 w Waszyngtonie. W skład grupy wchodzą: Eli Janney - śpiew, gitara basowa, klawisze, Scott McCloud - śpiew, gitara, Johnny Temple - gitara basowa, Alexis Fleisig - perkusja.
Girls Against Boys jest jednym z nielicznych zespołów rockowych mających w składzie dwie gitary basowe. Nadają one kompozycjom grupy charakterystyczne, ciężkie brzmienie.

## Skład zespołu
- Eli Janney - śpiew, gitara basowa, klawisze
- Scott McCloud - śpiew
- Johnny Temple - gitara basowa
- Alexis Fleisig - perkusja

## Dyskografia

### Albumy
- Tropic of Scorpio, Adult Swim, maj 1992
- Venus Luxure no.1 Baby, Touch and Go, 1993
- Cruise Yourself, Touch and Go, 1994
- House of GVSB, Touch and Go, luty 1996
- Freak*on*ica, Geffen, 1998
- You Can't Fight What You Can't See, Jade Tree, 2002

### Single i EP
- Nineties Vs. Eighties, Adult Swim, maj 1992
- Sexy Sam, Touch and Go, 1994
- B.P.C./Satin Down, Your Choice Records, 1994
- Super-fire, Touch and Go, luty 1996
- Disco Six Six Six, Touch and Go, październik 1996
- The Ghost List, Epitonic, wrzesień 2013